# Sherlock-Holmes-Medien
Der fiktive Detektiv Sherlock Holmes tritt in vier Romanen und zahlreichen Erzählungen Arthur Conan Doyles auf. Aufgrund des Erfolgs und der Bekanntheit der Figur kam es zu vielen Verfilmungen und Vertonungen, wobei 81 Schauspieler ihn in 217 Filmen darstellten. Laut Guinness-Buch der Rekorde ist Sherlock Holmes damit die am häufigsten auf der Leinwand gezeigte Romanfigur. Zudem wurde Sherlock Holmes oft parodiert, und zahlreiche Autoren schrieben eigene Sherlock-Holmes-Werke, sogenannte Pastiches.

## Primärliteratur

### Werke und ihre Abkürzungen
Die deutschen Titelfassungen finden sich in runden, die in der Sherlock-Holmes-Literatur inzwischen fest etablierten Abkürzungen in eckigen Klammern. Sie wurden 1947 in Jay Finley Christs Irregular Guide to Sherlock Holmes of Baker Street (New York: Argus Books) eingeführt.

#### Romane
1. A Study in Scarlet [STUD], 1887 (Eine Studie in Scharlachrot, ISBN 3-570-21411-7 sowie ISBN 3-251-20100-X)
2. The Sign of the Four [SIGN], 1890 (Das Zeichen der Vier, ISBN 3-251-01059-X sowie ISBN 3-251-20101-8)
3. The Hound of the Baskervilles [HOUN], 1902 (Der Hund der Baskervilles, ISBN 3-570-21410-9 sowie ISBN 3-251-20102-6)
4. The Valley of Fear [VALL], 1915 (Das Tal der Angst, ISBN 3-251-01060-3 sowie ISBN 3-251-20103-4)

#### Erzählungen
- The Adventures of Sherlock Holmes, 1892 (Die Abenteuer des Sherlock Holmes, ISBN 3-491-96099-1 sowie ISBN 3-251-20104-2)
  1. A Scandal in Bohemia [SCAN], 1891 (Ein Skandal in Böhmen)
  2. The Red-Headed League [REDH], 1891 (Der Bund der Rothaarigen)
  3. A Case of Identity [IDEN], 1891 (Eine Frage der Identität)
  4. The Boscombe Valley Mystery [BOSC], 1891 (Das Geheimnis vom Boscombe-Tal)
  5. The Five Orange Pips [FIVE], 1891 (Die fünf Orangenkerne)
  6. The Man with the Twisted Lip [TWIS], 1891 (Der Mann mit der entstellten Lippe)
  7. The Blue Carbuncle [BLUE], 1892 (Der blaue Karfunkel)
  8. The Speckled Band [SPEC], 1892 (Das gesprenkelte Band)
  9. The Engineer's Thumb [ENGR], 1892 (Der Daumen des Ingenieurs)
  10. The Noble Bachelor [NOBL], 1892 (Der adlige Junggeselle oder Die verschwundene Braut)
  11. The Beryl Coronet [BERY], 1892 (Die Beryll-Krone)
  12. The Copper Beeches [COPP], 1892 (Das Haus bei den Blutbuchen)
- The Memoirs of Sherlock Holmes, 1893 (Die Memoiren des Sherlock Holmes, ISBN 3-251-20016-X sowie ISBN 3-251-20105-0)
  1. Silver Blaze [SILV], 1892 (Silberstern)
  2. The Yellow Face [YELL], 1893 (Das gelbe Gesicht)
  3. The Stock-broker's Clerk [STOC], 1893 (Der Angestellte des Börsenmaklers)
  4. The 'Gloria Scott' [GLOR], 1893 (Die Gloria Scott)
  5. The Musgrave Ritual [MUSG], 1893 (Das Musgrave-Ritual)
  6. The Reigate Squires [REIG], 1893 (Die Junker von Reigate)
  7. The Crooked Man [CROO], 1893 (Der Verwachsene)
  8. The Resident Patient [RESI], 1893 (Der niedergelassene Patient)
  9. The Greek Interpreter [GREE], 1893 (Der griechische Dolmetscher)
  10. The Naval Treaty [NAVA], 1893 (Der Flottenvertrag)
  11. The Final Problem [FINA], 1893 (Das letzte Problem)
- The Return of Sherlock Holmes, 1904 (Die Rückkehr des Sherlock Holmes, ISBN 3-251-20018-6 sowie ISBN 3-251-20106-9)
  1. The Empty House [EMPT], 1903 (Das leere Haus)
  2. The Norwood Builder [NORW], 1903 (Der Baumeister aus Norwood)
  3. The Dancing Men [DANC], 1903 (Die tanzenden Männchen)
  4. The Solitary Cyclist [SOLI], 1903 (Die einsame Radfahrerin)
  5. The Priory School [PRIO], 1904 (Die Abteischule)
  6. Black Peter [BLAC], 1904 (Der Schwarze Peter)
  7. Charles Augustus Milverton [CHAS], 1904 (Charles Augustus Milverton)
  8. The Six Napoleons [SIXN], 1904 (Die sechs Napoleons)
  9. The Three Students [3STU], 1904 (Die drei Studenten)
  10. The Golden Pince-Nez [GOLD], 1904 (Der goldene Kneifer)
  11. The Missing Three-Quarter [MISS], 1904 (Der verschollene Three-Quarter)
  12. The Abbey Grange [ABBE], 1904 (Abbey Grange)
  13. The Second Stain [SECO], 1904 (Der zweite Fleck)
- His Last Bow, 1917 (Seine Abschiedsvorstellung, ISBN 3-251-20021-6 sowie ISBN 3-251-20107-7)
  1. Wisteria Lodge [WIST], 1908 (Wisteria Lodge)
  2. The Cardboard Box [CARD], 1893 (Die Pappschachtel)
  3. The Red Circle [REDC], 1911 (Der Rote Kreis)
  4. The Bruce-Partington Plans [BRUC], 1908 (Die Bruce-Partington-Pläne)
  5. The Dying Detective [DYIN], 1913 (Der Detektiv auf dem Sterbebett)
  6. Lady Frances Carfax [LADY], 1911 (Das Verschwinden der Lady Frances Carfax)
  7. The Devil's Foot [DEVI], 1910 (Der Teufelsfuß)
  8. His Last Bow [LAST], 1917 (Seine Abschiedsvorstellung)
- The Case-Book of Sherlock Holmes, 1927 (Sherlock Holmes’ Buch der Fälle, ISBN 3-251-20028-3 sowie ISBN 3-251-20108-5)
  1. The Illustrious Client [ILLU], 1924 (Der illustre Klient)
  2. The Blanched Soldier [BLAN], 1926 (Der erbleichte Soldat)
  3. The Mazarin Stone [MAZA], 1921 (Der Mazarin-Stein)
  4. The Three Gables [3GAB], 1926 (Die Drei Giebel)
  5. The Sussex Vampire [SUSS], 1924 (Der Vampir von Sussex)
  6. The Three Garridebs [3GAR], 1924 (Die drei Garridebs)
  7. The Problem of Thor Bridge [THOR], 1922 (Das Rätsel der Thor-Brücke)
  8. The Creeping Man [CREE], 1923 (Der Mann mit dem geduckten Gang)
  9. The Lion's Mane [LION], 1926 (Die Löwenmähne)
  10. The Veiled Lodger [VEIL], 1927 (Die verschleierte Mieterin)
  11. Shoscombe Old Place [SHOS], 1927 (Shoscombe Old Place)
  12. The Retired Colourman [RETI], 1926 (Der Farbenhändler im Ruhestand)

#### Werke außerhalb des Hauptkanons
Doyle schrieb mehrere mit der Detektiv-Reihe verbundene Werke, die nicht als Bestandteile der Sherlock-Holmes-Reihe gezählt werden.
Kurzgeschichten:

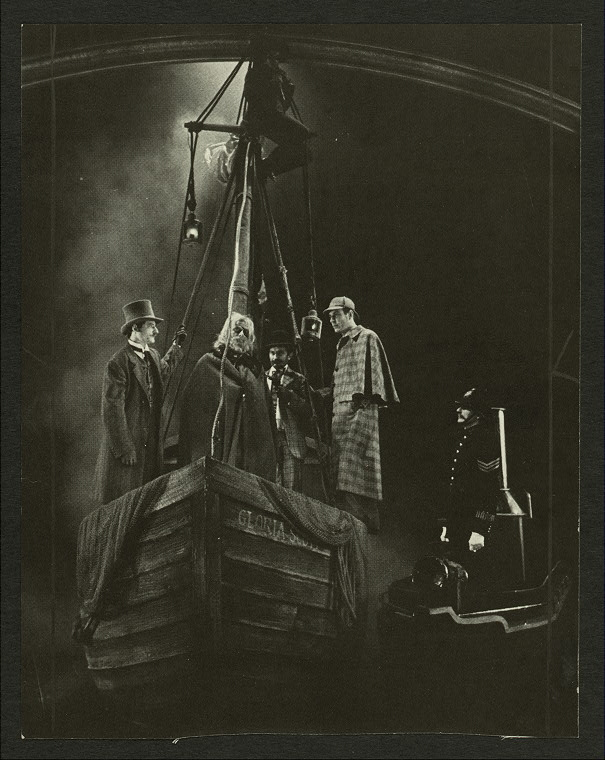
William Gillettes Theaterproduktion von Sherlock Holmes

- The field bazaar, 1896 (Der Feldbasar)
- How Watson learned the trick, 1924 (Wie Watson den Trick lernte)

Theaterstücke:
- Sherlock Holmes: A Drama in Four Acts, 1899 (zusammen mit William Gillette)
- The Stoner Case, 1902 (nach der Erzählung: The Speckled Band)
- The Crown Diamond: An Evening with Sherlock Holmes, 1921 (Der Krondiamant, auf dem Stück basiert die zeitgleich entstandene Erzählung The Adventure of the Mazarin Stone.)

Unvollendete Manuskripte:
- The adventure of the tall man, 1900 (Das Abenteuer um den großen Mann)

Essays:
- A gaudy death: Conan Doyle tells the true story of Sherlock Holmes' end, 1900 (Ein aufsehenerregender Tod)
- Some personalia about Mr. Sherlock Holmes, 1917 (Zur Person: Sherlock Holmes)
- My favourite Sherlock Holmes adventures, 1927 (Meine liebsten Sherlock-Holmes-Abenteuer)

Gedichte:
- "To An Undiscerning Critic" or "The Case of the Inferior Sleuth" (1924)

### Deutschsprachige Erstausgaben (Romane)
- Sir Arthur Conan Doyle: Späte Rache. Übers. v. Margarethe Jacobi. Stuttgart: Lutz 1894. (Original: A Study in Scarlet)
- Sir Arthur Conan Doyle: Das Zeichen der Vier. Übers. v. Margarete Jacobi. Stuttgart: Lutz 1894.
- Sir Arthur Conan Doyle: Der Hund von Baskerville. Übers. v. Heinrich Darnoc. Ill. v. Richard Gutschmidt. Stuttgart: Lutz 1903–1905.
- Sir Arthur Conan Doyle: Das Tal des Grauens. Übers. v. H. O. Herzog. In: Berner Tagblatt Nr. 295 (1925) – Nr. 26 (1926).
- Sir Arthur Conan Doyle: Das Tal des Grauens. Übers. v. H. O. Herzog. Berlin: Dom bzw. Berlin: Dürr & Weber 1926.

### Elektronische Ressource
- Sir Arthur Conan Doyle: Sherlock Holmes, sämtliche Romane und Erzählungen, zweisprachig englisch/deutsch, Digitale Bibliothek Band 129, Directmedia Publishing Berlin 2005, ISBN 3-89853-529-0
- Werke von Arthur Conan Doyle im Projekt Gutenberg-DE

### Kommentierte Werkausgaben
- William S. Baring-Gould (Hrsg.): Sir Arthur Conan Doyle: The Annotated Sherlock Holmes. 2 Bde. New York: Wings Books 1967. (Standardwerk, das seinen Schwerpunkt vor allem auf die Datierung der Geschichten legt)
- Sir Arthur Conan Doyle: Sherlock Holmes. Werkausgabe in neun Einzelbänden. Übers. v. Gisbert Haefs, Nikolaus Stingl, Werner Schmitz, Hans Wolf, Leslie Giger. Zürich: Haffmans 1984–1988.
- Leslie S. Klinger (Hrsg.): Sir Arthur Conan Doyle: The New Annotated Sherlock Holmes: The Complete Short Stories. 2 Bde. New York: W. W. Norton & Co. 2004.
- Leslie S. Klinger (Hrsg.): Sir Arthur Conan Doyle: The New Annotated Sherlock Holmes: The Novels. New York: W. W. Norton & Co. 2005.

## Begleitwerke (Fiction)

### Biographien
- William S. Baring-Gould: Sherlock Holmes of Baker Street. A Life of The World’s First Consulting Detective. New York: Bramhall House 1962.
- William S. Baring-Gould: Er, Sherlock Holmes und seine denkwürdigsten Fälle. Die erste Biographie des ersten Detektivs der Welt. Übers. v. Elisabeth u. Hans Herlin. Hamburg: Nannen 1962. (gekürzte Ausgabe)
- William S. Baring-Gould: Sherlock Holmes. Die Biographie des großen Detektivs aus der Baker Street. Hg. v. Zeus Weinstein. Übers. v. Anja Hegemann. Stuttgart: DVA 1978. (erste ungekürzte dt. Ausgabe) ISBN 3-421-01861-8
- Michael Hardwick: Sherlock Holmes. My Life and Crimes London: Harvil Press 1984, ISBN 0-00-272748-X
- Nick Rennison: Sherlock Holmes. The Unauthorized Biography. London: Atlantic Books 2005. ISBN 1-84354-274-9
- Nick Rennison: Sherlock Holmes. Die unautorisierte Biographie. Düsseldorf: Artemis & Winkler im Patmos Verlagshaus 2006. ISBN 978-3-538-07246-6

### Beiträge zur fiktionsinternen Chronologie
- William S. Baring-Gould (Hrsg.): The Annotated Sherlock Holmes. The 4 novels and the 56 short stories complete, Potter, New York 1976, ISBN 0-517-50291-7
- William S. Baring-Gould: The Chronological Holmes. A complete dating of the adventures of Mr. Sherlock Holmes of Baker Street, as recorded by his friend John H. Watson, M.D., Late of the Army Medical Department, Selbstverlag, New York 1955, Erw., korrig. u. durchges. Aufl.
- William S. Baring-Gould: New chronology of Sherlock Holmes and Dr. Watson, in: Baker Street Journal, 3/4 (1948)
- William S. Baring-Gould: Sherlock Holmes. Die Biographie des großen Detektivs aus der Baker Street, DVA, Stuttgart 1978, ISBN 3-421-01861-8
- Harold W. Bell: Sherlock Holmes and Dr. Watson. The chronology of their adventures, Constable Books, London 1932
- Thomas S. Blakeney: The Career of Sherlock Holmes. Chronological survey, in: Ders.: Sherlock Holmes. Fact or Fiction?, Murray, London 1932, S. 47–111
- Charles A. Bradley, William A. Sarjeant.: Ms. Holmes of Baker Street. The truth about Sherlock, University Press, Edmonton, Alb. 2004, ISBN 0-88864-415-9
- Gavin Brend: My Dear Holmes. A study in Sherlock, Allen & Unwin, London 1951
- Rogers Butters: First Person Singular. A review of the life and work of Mr. Sherlock Holmes, the world's first consulting detective, and his friend and colleague, Dr. John H. Watson, Vintage Press, New York 1984
- Jay F. Christ: An Irregular chronology of Sherlock Holmes of Baker Street, Magico Magazine, New York 1990
- Carey Cummings: The Biorhythmic Holmes. A chronological perspective, Altamont's Agent Press, Albany, N.Y. 1980
- Martin Dakin: A Sherlock Holmes CommentaryDavid & Charles, Newton Abbot 1972, ISBN 0-7153-5493-0
- Henry T. Folsom: Through the Years at Baker Street. A chronology of Sherlock Holmes, Selbstverlag, Randolph, N.H. 1991, 3. Aufl.
- John Hall: "I remember the date very well". A chronology of the Sherlock Holmes stories of Arthur Conan Doyle, Henry, Romford 1993, ISBN 0-86025-279-5
- Leslie S. Klinger: Life and Times of Mr. Sherlock Holmes, John H. Watson, M.D., Sir Arthur Conan Doyle, and other notable personages. Table of major events (Last Change 2002)
- Ronald A. Knox: Studies in the Literature of Sherlock Holmes, in: Ders.: Essays in Satire, Kennikat Press, Port Washington, N.Y. 1968, S. 145–175
- Karl Kreici-Graf: Astronomical Dates, in: Sherlock Holmes Journal 7.4 (Spring 1966), S. 109–113
- Andrew J. Peck, Leslie S. Klinger: “The Date Being…?”. A compendium of chronological data, Magico Magazine, New York 1996 (wichtiges Datenverzeichnis ohne eigene Datierung)
- Sidney C. Roberts: Doctor Watson. Prolegomena to the study of a biographical problem, Folcroft Press, London 1970
- June Thomson: Holmes and Watson, Carroll & Graf, New York 2001, ISBN 0-7867-0827-1
- Philip Weller: Elementary Holmes. A Pocket Reference Guide To The World Of Sherlock Holmes, Sherlock Publications, Portsmouth 1993, ISBN 1-873720-08-4
- Ernest B. Zeisler: Baker Street Chronology. Commentaries on the sacred writings of Dr. John H. Watson, Isaacs, Chicago, Ill. 1953
- Brad, Keefauver: A Basic Timeline of Terra 221 B, in: Sherlock Peoria Homepage (Nov. 2001)

## Film und Fernsehen
Auflistung von Sherlock-Holmes-Verfilmungen (Auswahl):
- 1921–23 wurde der Detektiv in einem Stummfilm-Kino-Serial mit 47 Teilen von Eille Norwood (1861–1948) verkörpert, darunter die Filme The Devil’s Foot, The Man with the Twisted Lip und The Dying Detective.
- Zu den bekanntesten Darstellern gehört Basil Rathbone, der in den 1940er-Jahren mit Nigel Bruce als Doktor Watson erstmals in Der Hund von Baskerville Sherlock Holmes spielte. Die weiteren Filme mit Rathbone als Holmes basierten aber nicht mehr auf Doyles Vorlagen, siehe z. B. Die Abenteuer des Sherlock Holmes. Insgesamt spielte Rathbone 14 Mal Holmes und gilt damit als erfolgreichster und vielleicht bester Darsteller der Figur, zumindest prägte er sie für Jahrzehnte.
- Die erste US-amerikanische Holmes-Fernsehserie wurde 1954/55 erstmals ausgestrahlt. Produzent war Sheldon Reynolds (1923–2003), der in 9 der insgesamt 39 halbstündigen Folgen auch Regie führte und für acht Folgen die Drehbücher schrieb. Die Rolle des Holmes übernahm der britische Schauspieler Ronald Howard (Sohn von Leslie Howard), Watson wurde von Howard Marion-Crawford (1914–1969) gespielt. In der Serie wirkte eine Reihe prominenter Nebendarsteller mit, beispielsweise Paulette Goddard, Delphine Seyrig, Michael Gough, Dawn Addams, Natalie Schafer und Lou van Burg.
- 1959 spielte Peter Cushing Holmes neben André Morells Dr. Watson in der ersten Farbfassung von The Hound of the Baskervilles, den er 1968 in der zweiten Staffel der BBC-Serie Sherlock Holmes mit Nigel Stock als Dr. Watson erneut verkörperte. In der ersten Staffel wurde Holmes von Douglas Wilmer gespielt. Ein letztes Mal trat Cushing als Holmes im Fernsehfilm The Masks of Death im Jahr 1984 auf. Dort war Sir John Mills als Watson zu sehen.
- 1967/68 spielte Erich Schellow, neben Paul Edwin Roth als Dr. Watson, den Detektiv in der sechsteiligen deutschen Fernsehserie Sherlock Holmes nach Original-Erzählungen von Conan Doyle.
- Von 1979 bis 1986 entstand die russische Fernsehreihe Die Abenteuer von Sherlock Holmes und Dr. Watson (Prikljutscheniya Scherloka Cholmsa i doktora Watsona) mit Wassili Liwanow (Holmes) und Vitali Solomin (Watson). Sie besteht aus fünf zwei- bis dreiteiligen Filmen.
- Ian Richardson verkörperte Holmes in zwei britischen Fernsehfilmen von 1983: Der Hund von Baskerville und Das Zeichen der Vier.
- Peter O’Toole sprach Sherlock Holmes 1983 in vier animierten Filmen aus den Niederlanden.
- Jeremy Brett spielte Holmes von 1984 bis 1994 in einer englischen Fernsehserie (des brit. TV-Produktionsunternehmens Granada), zunächst an der Seite von David Burke als Watson, später an der Seite von Edward Hardwicke. Die einundvierzigteilige Serie beinhaltet auch vier längere Filme, darunter eine Verfilmung von Der Hund der Baskervilles.
- Von 2000 bis 2002 entstanden vier kanadische Fernsehfilme, in denen Matt Frewer (Sherlock Holmes) und Kenneth Welsh (Dr. Watson) die Hauptrollen spielen, Regie führte Rodney Gibbons. Die Filme sind Sherlock Holmes – Der Hund von Baskerville (The Hound of the Baskervilles, 2000), Skandal in Böhmen (The Royal Scandal, 2001), Im Zeichen der Vier (The Sign of Four, 2001) und Der Vampir von Whitechapel (The Case of the Whitechapel Vampire, 2002). Außer dem letztgenannten Film basieren diese Filme auf den ursprünglichen Conan-Doyle-Geschichten, obwohl die Verfilmungen nicht originalgetreu sind, was besonders Skandal in Böhmen betrifft. „Der Vampir von Whitechapel“ wurde von Gibbons erfunden und geschrieben.
- 2002 spielte Richard Roxburgh Sherlock Holmes in einer BBC-Neufassung von Der Hund der Baskervilles. Ian Hart spielte Dr. Watson.
- Von 2010 bis 2017 wurde die britische Fernsehserie Sherlock veröffentlicht. Die Briten Benedict Cumberbatch und Martin Freeman spielen Sherlock Holmes und Dr. John H. Watson. Die vierte Staffel wurde von der BBC Anfang 2017 ausgestrahlt. Lediglich einige Episoden basieren, sehr frei interpretiert, auf den Geschichten und Romanen von Sir Arthur Conan Doyle.

Weitere Sherlock-Holmes-Darsteller (Auswahl) für Filme und Fernsehserien mit Sherlock Holmes, die nicht auf Doyles Originalgeschichten basieren, z. B. Das Privatleben des Sherlock Holmes: Robert Stephens (1970), Kein Koks für Sherlock Holmes: Nicol Williamson (1976), Sherlock Holmes und Sherlock Holmes: Spiel im Schatten: Robert Downey Jr. (2009 bzw. 2011), Elementary: John Barrymore (1922), Clive Brook, Raymond Massey, Patrick Macnee (John Steed), Stewart Granger, Rupert Everett, Fritz Odemar, Sir Christopher Lee, Robert Downey Jr. und Jonny Lee Miller. 2015 wurde mit Mr. Holmes ein Film von Bill Condon veröffentlicht, der auf dem Buch A Slight Trick of the Mind von Mitch Cullin basiert. Ein gealteter Sherlock Holmes wird in der Verfilmung von Ian McKellen dargestellt.

## Hörbücher und Hörspiele

### Englische Hörspiele und Hörbücher
Zwischen 1933 und 1982 wurden viele der Geschichten als Radiohörspiel (radio play) umgesetzt; oft mit bekannten Sprechern wie Leigh Lovell, Tom Conway, Nigel Bruce, Basil Rathbone, Carleton Hobbs, Norman Shelley.
Orson Welles arbeitete an dem Hörspiel The Immortal Sherlock Holmes (Autor: William Gillette) mit, das am 25. September 1938 auf CBS ausgestrahlt wurde.
Als klassische britische Version gelten die von Sir John Gielgud (Holmes) und Ralph Richardson (Watson) gesprochenen Hörspielfassungen der BBC von 1954 bis 1955, bei denen auch unter anderem Orson Welles mitwirkte. Populär wurden zudem die Hörbuchversionen mit Douglas Wilmer als Sprecher.

### Deutschsprachige Hörbücher und Hörspiele

#### Hörbücher (Auswahl)
Eine Auswahl von Hörbüchern zu populären Werken:
- „Eine Studie in Scharlachrot“ (Sprecher: Miguel Iven), Naxos-Hörbuch, 2004, ISBN 3-89816-151-X
- „Der Hund von Baskerville“ (Sprecher: Hubertus Gertzen), Audiobuch-Verlag, 2003, ISBN 3-89964-082-9
- „Ein Skandal in Böhmen“ (Sprecher: Peter Weis), Hörbuchproduktionen-Verlag, 2002, ISBN 3-89614-252-6
- „Das gefleckte Band“ (Sprecher: Daniel Morgenroth), Argon-Verlag, 2004, ISBN 3-87024-746-0
- „Sherlock Holmes und das verschwundene Rennpferd Silberstrahl“ (Sprecher: Oliver Rohrbeck), Ohrka.de, 2014, kostenloser Download

#### Hörspiele (Auswahl)
Die ersten deutschen Hörspielproduktionen entstanden in den 1950er und 1960er Jahren; Sprecher bei den Aufnahmen waren oft bekannte Schauspieler, darunter Peter Pasetti, Horst Tappert, Fritz Wepper, Alexander Kerst, Martin Benrath, Wolfgang Büttner oder Gisela Uhlen.
In 1980er Jahren, als sich das Medium der Hörkassette durchgesetzt hatte, wurden weitere Hörspiele direkt für den Verkauf produziert.
Die nachfolgende Auswahl erfasst die wichtigsten Hörspiel-Produktionen:
- Zwölf Hörspiele des Bayerischen Rundfunks (Sherlock Holmes: Peter Pasetti, Dr. Watson: Klaus Behrendt – Regie: Heinz-Günter Stamm) von 1962 bis 1965, u. a. „Das getupfte Band“ (1963), „Der Mann mit der Hasenscharte“ (1963) und „Silberstrahl“ (1963).
- Hörspiel des Bayerischen Rundfunks (Sherlock Holmes: Peter Pasetti, Dr. Watson: Joachim Wichmann – Regie: Heinz-Günter Stamm), „Der Hund von Baskerville“ (1966).
- Sechs Hörspiele des Bayerischen Rundfunks (Sherlock Holmes: Peter Pasetti, Dr. Watson: Erik Schumann – Regie: Heinz-Günter Stamm), u. a. „Das letzte Problem“ (1968), „Das leere Haus“ (1968) und „Das Musgrave-Ritual“ (1968).
- Sechs Hörspiele des Saarländischen Rundfunks (Sherlock Holmes: Alexander Kerst, Dr. Watson: Heinz Leo Fischer), u. a. „Der griechische Dolmetscher“ (1965) und „Die Liga der Rothaarigen“ (1965/1966).
- Ein Hörspiel des Westdeutschen Rundfunks (Sherlock Holmes: Richard Münch, Dr. Watson: Alois Garg), „Der Silberstrahl“ (1956) – Regie: Eduard Hermann.
- Sieben Hörspiele von Europa (Sherlock Holmes: Peter Pasetti, Dr. Watson: Joachim Wichmann), u. a. „Der Hund von Baskerville“ (1982) und „Der geheime Marinevertrag“ (1982).
- 13 Hörspiele von SWF bzw. SWR/MDR/RBB (Sherlock Holmes: Walter Renneisen, Dr. Watson: Peter Fitz), u. a. „Eine Studie in Scharlachrot“ (1987), „Das Zeichen der Vier“ (1991), „Ein Skandal in Böhmen“ (1996), „Der Teufelsfuß“ (2004).
- Die Hörspielserie von maritim (Sherlock Holmes: Christian Rode, Dr. Watson: Peter Groeger) ist abgeschlossen und umfasst als bisher einzige deutschsprachige Audio-Serie den vollständigen Hauptkanon (2004–2011). Seit August 2012 wurden unter fortlaufender Zählung und mit denselben Hauptrollen-Sprechern Erzählungen außerhalb des Hauptkanons (wie z. B. die 1924 erschienene Kurzgeschichte „How Watson learned the trick/Wie Watson den Trick lernte“) und Pastiches der Serie hinzugefügt. Als letzte Folge erschien im Juni 2016 mit Nr. 66 „Der Tod zu Gast auf Mallory Manor“. Dieser bereits 2009 außerhalb der Reihe als interaktives Hörspiel vermarktete Titel bildet nach Angaben der Produktionsfirma den Abschluss der Serie, die faktisch schon seit Oktober 2014 mit dem letztproduzierten Titel Nr. 65 „Als der Meister sich verlor“ als eingestellt galt.
- Sherlock Holmes & Dr. Watson. Die besten Fälle. Der Audio Verlag (DAV), Berlin, 2006, ISBN 978-3-89813-570-2 (5 CDs, 275 Min.)
- Sherlock Holmes & Dr. Watson. Die größten Fälle. Der Audio Verlag (DAV), Berlin, 2004, ISBN 978-3-89813-309-8 (5 CDs, 272 Min.)
- Die spannendsten Fälle von Sherlock Holmes & Dr. Watson. Gesprochen von Walter Renneisen. Der Audio Verlag (DAV), Berlin, 2009, ISBN 978-3-89813-810-9 (5 CDs, 245 Min.)
- Neue Fälle von Sherlock Holmes & Dr. Watson. Der Audio Verlag (DAV), Berlin, 2005, ISBN 978-3-89813-464-4 (5 CDs, 218 Min.)
- Meisterhafte Fälle von Sherlock Holmes & Dr. Watson. Der Audio Verlag (DAV), Berlin, 2008, ISBN 978-3-89813-740-9 (3 CDs, 161 Min.)
- Sherlock Holmes – Die geheimen Fälle des Meisterdetektivs. Hörspielserie von Titania-Medien, die seit 2011 erscheint.
- Sherlock Holmes in »Die neuen Fälle«. Hörspielserie von Romantruhe, die seit 2012 erscheint.
- Sherlock Holmes Chronicles. Hörspielserie von WinterZeit Studios, die seit 2013 erscheint.
- Sherlock Holmes Phantastik. Hörspielserie von WinterZeit Studios, die seit 2014 erscheint.
- Sherlock & Watson: Neues aus der Baker Street – Das Rätsel von Musgrave Abbey. Der Audio Verlag (DAV), Berlin, 2015, ISBN 978-3-86231-518-5 (1 CD, 76 Min.)
- Sherlock & Watson: Neues aus der Baker Street – Ein Fluch in Rosarot. Der Audio Verlag (DAV), Berlin, 2015, ISBN 978-3-86231-519-2 (1 CD, 88 Min.)
- Sherlock Holmes Die besten Geschichten. Hörspielserie von WinterZeit Studios, die seit 2018 als limitierte Vinyl-Edition erscheint.
- Sherlock Holmes Legends. Hörspielserie von Holysoft, 2020
- Sherlock Holmes Legends Untold. Hörspielserie von Holysoft, 2024

## Spiele

### Computerspiele
- Sherlock (1984)[1]

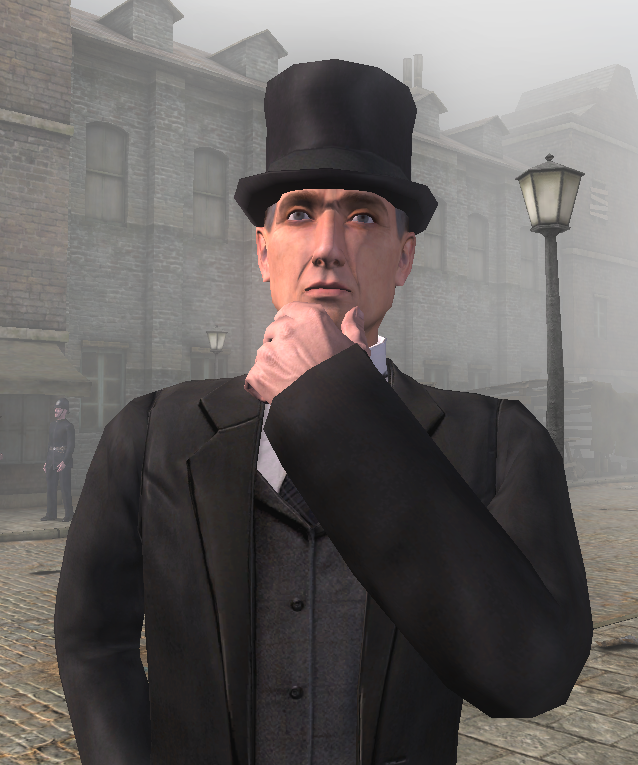
Holmes im Computerspiel Sherlock Holmes jagt Jack the Ripper

- Sherlock Holmes: Another Bow (1985)
- 221B Baker St. (1986)
- Sherlock Holmes: The Vatican Cameos (1986)
- Sherlock: The Riddle of the Crown Jewels (1987)
- Sherlock Holmes: Consulting Detective (1991)
- Sherlock Holmes: Consulting Detective Vol. II (1992)
- Die ungelösten Fälle von Sherlock Holmes: Das gezackte Skalpell (engl.: The Lost Files of Sherlock Holmes: The Case of the Serrated Scalpel) (1992)
- Sherlock Holmes: Consulting Detective Collection (1993)
- Die ungelösten Fälle von Sherlock Holmes 2: Das Geheimnis der tätowierten Rose (engl.: The Lost Files of Sherlock Holmes: Case of the Rose Tattoo) (1996)
- Sherlock Holmes: Das Geheimnis der Mumie (engl.: The Mystery of the Mummy) (2002)
- Sherlock Holmes: Das Geheimnis des silbernen Ohrrings (2004)
- Sherlock Holmes: Die Spur der Erwachten (2006)
- Sherlock Holmes jagt Arsène Lupin (2007)
- Sherlock Holmes: Das Geheimnis des persischen Teppichs (2008)
- Sherlock Holmes jagt Jack the Ripper (2009)[2][3]
- Tatort London: Die mysteriösen Fälle von Sherlock & Watson (2009)
- Tatort London 2: Die mysteriösen Fälle von Sherlock & Watson (2010)
- Sherlock Holmes und der Hund von Baskerville (2010)
- Das Testament des Sherlock Holmes (2012)
- Sherlock Holmes: Crimes & Punishments (2014)
- Sherlock Holmes: The Devil's Daughter (2016)

### Gesellschaftsspiele
- Sherlock Holmes – Criminal Cabinet (1985) – Spiel des Jahres 1985
- Sherlock Holmes – Tatort London (1986)
- Sherlock Holmes – Die Queen's Park Affaire (1986)
- Bakerstreet (Ravensburger Spieleverlag, 2003)
- Crime & Mystery: The Bakerstreet Files (Heidelberger Spieleverlag, 2010)[4]
- Holmes – Sherlock gegen Moriarty (Kosmos, 2017)[5]
- Watson & Holmes (Asmodee, 2018)[6]